# Café del Mar

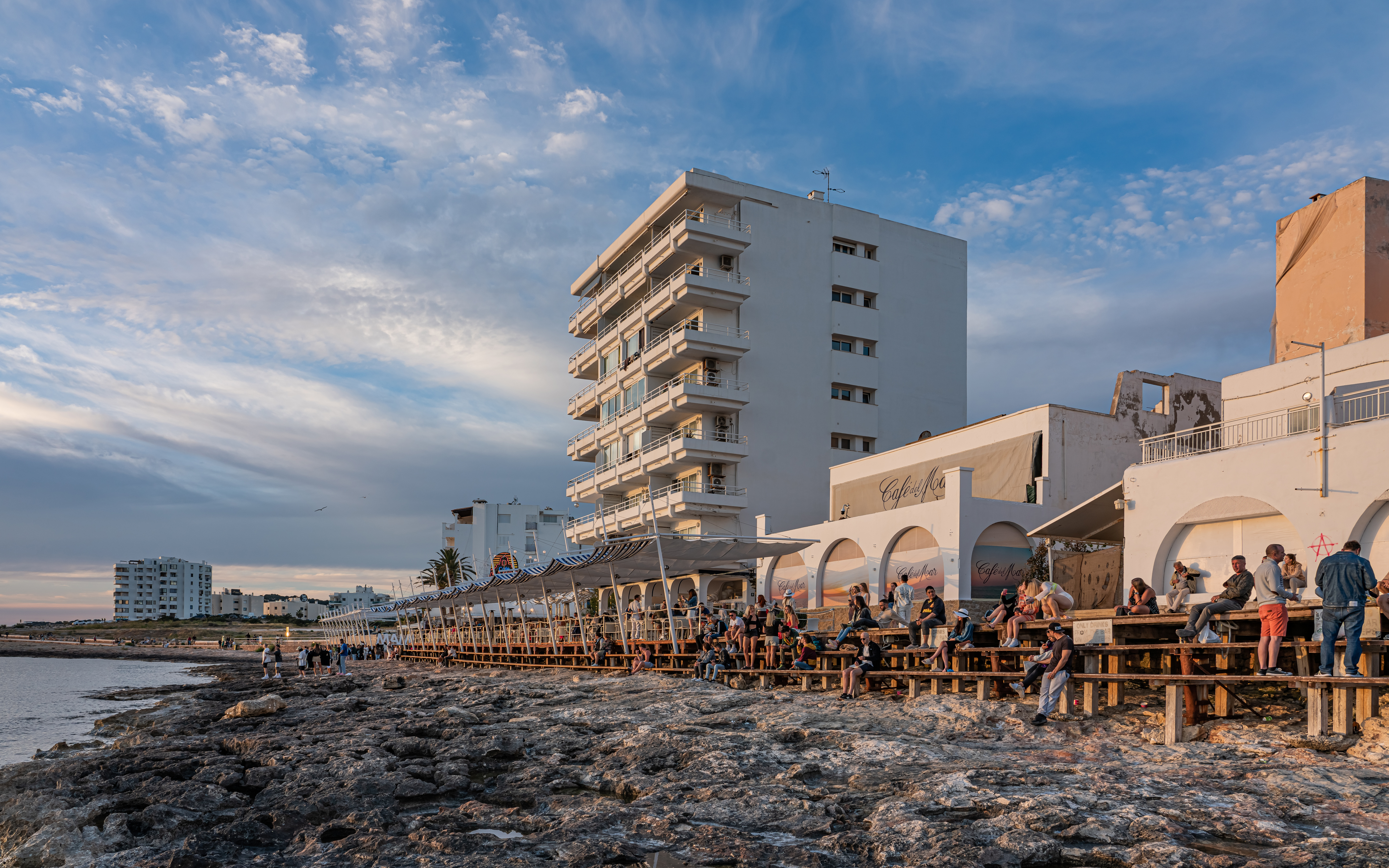
Café del Mar an der Strandpromenade von Sant Antoni

Sonnenuntergang gesehen vom Café del Mar

Das Café del Mar ist ein am Meeresufer gelegenes Café in Sant Antoni de Portmany in der Bucht Cala des Moro auf Ibiza. Es wurde nach zwei Jahren Bauzeit am 20. Juni 1980 eröffnet. Die Architektur und die Innenausstattung übernahm der katalanische Architekt Lluis Güell. Bekannt wurde es durch seine gleichnamigen Soul-House- und Chill-Out-Compilations, die bis 1997 vom damaligen Resident-DJ José Padilla aufgenommen und später dann durch seinen Nachfolger Bruno Lepetre weitergeführt wurden, sowie durch einen Trance-Clubhit 1993 von Energy 52. Die Rechte für die Benutzung des Namens Café del Mar für ihre Tonträger erwarb die 1998 in Sant Antoni de Portmany gegründete Plattengesellschaft Café del Mar Music.
Café del Mar Music veröffentlicht ausschließlich Alben in Konzeptkompilation, meist mit dem Stilschwerpunkt Chill-Out, z. B. mit Musik von Künstlern wie José Padilla, Afterlife, A Man Called Adam, Underworld, Lamb, Mandalay, Moby, Goldfrapp, Dido, Michael Hornstein oder Rue Du Soleil. Kleinere Albenreihen des Labels haben verwandte Musikstilrichtungen als Schwerpunkt.
Jedes Jahr öffnet das Café del Mar als eines der ersten „Szenelokale“ auf Ibiza am Karfreitag und schließt die Saison meist in der ersten Novemberwoche ab. Im Winter ist das Café del Mar geschlossen. Die Öffnungszeit beginnt um 17 Uhr, wobei sich die meisten Besucher (in der Sommersaison mehrere tausend pro Tag) kurz vor Sonnenuntergang auf der Terrasse und den Felsen vor dem Café del Mar versammeln, um dem legendären Ibiza Sunset beizuwohnen, einem Sonnenuntergang, der meist mit einem großen Applaus aller Besucher endet.
Im Jahre 2005 feierte das Café del Mar auf großer Festivalbühne am Meer das 25-jährige Jubiläum, zu dem es vier internationale Café-del-Mar-Künstler einlud, dort live zu spielen. Vertreten waren: D.A.B. (Spanien), Tom Oliver (Deutschland – auch auf der 25 Anniversario CD), Paco Fernandez (Spanien) und La Caina (Frankreich).
Bis zum Januar 2012 existierte ein Ableger des Cafe del Mar in Singapur.
Seit einigen Jahren gibt es in Cala Ratjada auf Mallorca und in Meloneras auf Gran Canaria Ableger des CdM, die unter der gleichen Marke geführt werden.

## Alben

### Volumen 1 (Uno)
1994
1. José Padilla – Agua
2. William Orbit – The Story of Light
3. The Sabres of Paradise – Smokebelch II (Beatless Mix)
4. Penguin Cafe Orchestra – Music for a Found Harmonium
5. Sun Electric – Sundance
6. Leftfield – Fanfare of Life
7. Sisterlove – The Hypnotist
8. Underworld – Second Hand
9. Ver Vlads – Crazy Ivan
10. A Man Called Adam – Estelle
11. Obiman – On the Rocks
12. Tabula Rasa – Sunset at the Café del Mar

### Volumen 2 (Dos)
1995
1. Silent Poets – Moment Scale (Dubmaster X Remix)
2. Psychedelic Research Lab – Tarenah (Chili Mix)
3. D*Note – D*Votion
4. A Man Called Adam with Eddie Parker – Easter Song
5. Paco de Lucía – Entre Dos Aguas
6. Marc Antoine – Unity
7. José Padilla – Sabor de Verano (The Way Out West Mix)
8. Salt Tank – Sargasso Sea
9. Mark's & Henry's – (The Making of …) Jill
10. R.A.M.P. – Everybody Loves the Sunshine
11. Deadbeats – Feel Good
12. The Metaluna Mutant – Blinky Blue Eyed Sunrise
13. The Sabres of Paradise – Haunted Dancehall (In the Nursery Mix)

### Volumen 3 (Tres)
1996
1. José Padilla – Walking on Air
2. Nova Nova – Tones
3. Pat Metheny – Sueño Con Mexico
4. Afterlife – Blue Bar
5. Miro – Emotions of Paradise
6. Nightmares on Wax – Nights Interlude
7. Eighth Wave – Panama Bazaar
8. Pressure Drop – Dusk
9. Alex Neri – Asia
10. Moodswings – Redemption Song
11. Fazed Idjuts feat. Sally Rodgers – Dust of Life
12. Beat Foundation – My Freedom
13. Heavyshift – Last Picture Show

### Volumen 4 (Cuatro)
1997
1. José Padilla – Qué Bonito
2. John Martyn – Sunshines Better (Talvin Singh Mix)
3. Indo-Aminata – Leo Leo
4. Paco Fernandez – Grillos
5. Voices Of Kwahn A.D. – Return Journey
6. Les Jumeaux – Miracle Road
7. Wasis Diop feat. Lena Fiagbe – No Sant (Flytronix Mix)
8. Levitation – Out of Time
9. Fila Brazillia – Place de la Concorde
10. Chicane – Offshore (Ambient Mix)
11. Afterlife – 5th & Avenida
12. Karen Ramirez – Troubled Girl (Spanish Version)
13. Phil Mison – Lula
14. Stan Getz – Street Tattoo

### Volumen 5 (Cinco)
1998
1. A. R. Rahman – Mumbai Theme Tune
2. Levitation – More Than Ever People
3. Jelly & Fish – Appreciation (Radio Mix)
4. Nookie feat. Larry Heard – Paradise (Tease Mix)
5. 4 Wings – Penelope (Radio Edit)
6. Ame Strong – Tout Est Bleu (Original Ame Strong S.A. Remix)
7. The Ballistic Brothers – Uschi's Groove
8. A New Funky Generation feat. Marika – Lubumba '98
9. Les Négresses Vertes – Face à la Mer (Massive Attack Remix – full version)
10. Electribe 101 – Talking with Myself '98 (Canny Remix)
11. Cyberfit – Pojo Pojo
12. Lamb – Transfatty Acid (Kruder & Dorfmeister Remix Edit)
13. Salt Tank – Angels Landing (José Padilla & Sunchild Remix)
14. Paco Fernández – Mani
15. Wim Mertens – Close Cover

### Volumen 6 (Seis)
1999
1. Talvin Singh – Traveller (Kid Loco's Once upon a Time in the East Mix)
2. Afterlife feat. Rachel Lloyd – Dub in Ya Mind (Beach Club Mix)
3. A New Funky Generation – The Messenger
4. dZihan & Kamien – Homebase
5. Mandalay – Beautiful (7’’ Canny Mix)
6. Humate – 3.2 Bedrock (Ambient Mix)
7. Endorphin – Satie 1
8. Nitin Sawhney – Homelands
9. Rae & Christian – A Distant Invitation
10. Bugge Wesseltoft – Existence (Edit)
11. Paco Fernandez & Levitation feat. Cathy Battistessa – Oh Home
12. Marc Collin – Les Kid Nappeurs Main Theme
13. José Padilla – Adios Ayer
14. Moonrock – I'll Street Blues
15. Dusty Springfield – The Look of Love

### Volumen 7 (Siete)
2000
1. Lux – Northern Lights
2. Afterlife – Breather 2000 (Arithunda Mix)
3. Moby – Whispering Wind
4. Deep & Wide – Easy Rider
5. Bush – Letting the Cables Sleep (The Nightmares on Wax Remix)
6. UKO – Sunbeams
7. Aromabar – Winter Pagent
8. Bedrock – Beautiful Strange
9. A New Funky Generation feat. Joy Rose – One More Try
10. Bent – Swollen
11. Underwolves – 68 Moves
12. Øystein Sevåg & Lakki Patey – Cahuita
13. Slow Pulse feat. Cathy Battistessa – Riva

### Volumen 8 (Ocho) – Australia Import mit 3 Bonustracks
2001
1. Goldfrapp – Utopia (New Ears Mix)
2. Thomas Newman – Any Other Name
3. Afterlife – Sunrise (DJ Thunda & The K-20 Allstars Remix)
4. Dido – Worthless
5. Mari Boine – Gula Gula (Chilluminati Mix)
6. Lux – 100 Billion Stars
7. Mark De Clive-Lowe – Day by Day (DJ Spinna Remix Edit)
8. Ben Onono – Tatouage Bleu (Avec Chet)
9. Illumination – Cookie Raver
10. Tiny Tunes – Will You Catch Me (Twin Tunes Mix Edit)
11. Skinny – Morning Light (A H Mix)
12. Digby Jones – Pina Colada (Jazz Mix)
13. Scripture – Apache
14. Lamb – Gabriel

### Volumen 9 (Nueve)
2002
1. Jo Manji – Beyond the Sunset
2. Lovers Lane – Island Memories (Original Mix)
3. Blank & Jones – Desire (Ambient Mix)
4. Kalliope – Lunar Landings
5. So Fine – A Day in the Sun
6. Miro – The Cure (Sunshine Mix)
7. Rue Du Soleil – Troya
8. Soft Wave – Plenitude Part 2
9. CDM – Many Rivers to Cross
10. Quantic – Time Is the Enemy
11. Trio Mafua – Quente
12. Lazybatusu – 8.00 AM
13. Swen G* feat. Inusa – Morning Light (Coffee Shop Remix)
14. Digitano & CDM – Rajamanta

### Volumen 10 (Diez)
2003
1. Substructure – Firewire
2. Remote – Postcard
3. Future Loop Foundation feat. Michael Conn – My Movie Is Like Life
4. Lovers Lane – Face of Beauty (Original Mix)
5. DAB – The Blues
6. Rue du Soleil – In My Heart
7. Kinema – Katia
8. Rhian Sheehan – Garden Children
9. Terra Del Sol – Sea Goddess
10. Ohm-G & Bruno – On Your Skin
11. Nacho Sotomayor – Remember You
12. Vargo – The Moment (Original Mix)
13. Ypey – Without You
14. Blank & Jones feat. Anne Clark – The Hardest Heart (Ambient Mix)

### Volumen 11 (Once)
2004
1. Rhian Sheehan – Te Karanga
2. M-Seven – Invisible
3. Ludvig & Stelar – Signal (Ambient Mix)
4. Jens Gad – Art Nouveau
5. Ohm-G & Bruno – In'Side
6. Adani & Wolf feat. Praful – Where Would I Be (Memoria Vermelha Mix)
7. Sonic Adventure Project – Waters in Motion
8. Miro – Holding On
9. Rue De Soleil – Estonia
10. JP Juice – Cette Planete
11. Digby Jones – Under the Sea
12. Tactful – No Fear
13. Henrik T – Sueño de la Montaña
14. DAB – Dream On

### Volumen 12 (Doce)
2005

#### CD1
1. Bunbury – Sácame de Aquí (DAB Remix)
2. Slaven Kolak – All Shades of Blue
3. Elcho – Lazy Summer Days
4. Alessandro Boschi – Empuriabrava
5. New Beginning – Another Day
6. Melibea – Antología Café del Mar
7. Arnica Montana – Sea, Sand and Sun
8. Alejandro De Pinedo – Aquarius
9. Rafa Gas & F3R Delgado feat. Raúl Mendoza – Quiéreme Otra Vez
10. André Andreo – South Beach Soul
11. Chris Le Blanc feat. Liz June – Enjoy Your Life
12. Jo Manji – Lazy Loungin
13. Steen Thøttrup feat. Annette Berg – Save a Little Prayer
14. La Caina – Bailando Va

#### CD2
1. Blank & Jones feat. Mike Francis – Someone Like You
2. Viggo – Eso Es
3. Francesca M. – Montreux Jazz
4. Luminous – Make It Happen
5. Paco Fernández – Junto Al Mar
6. La Caina – Le Vent M'a Dit
7. Mahara MC Kay – One Life
8. Rafa Gas & F3R Delgado feat. Lucia Montoya – Amanecer En Bolonia
9. Friction – Looking Down
10. Pep Lladó – Two Rivers, One World
11. Yann Kuhlmann – La Mauritia
12. Nera & Felix – Con Amor
13. Koru – Otis
14. Light Of Aidan – Lament

### Volumen 13 (Trece)
2006

#### CD1
1. Steen Thøttrup feat. Annette Berg – Heading for the Sunrise
2. One Mind's Eye feat. Elsieanne – Shiva
3. Kitty The Bill – Mister Mista
4. Gary B – Set Me Free
5. Elenah – Cositas de la Vida
6. Ritmo Intacto – Indígena
7. E-Love – Cause I Love You No More (Alster Lounge Chill Out Vocal Mix)
8. Slaven Kolak – Panonia
9. Roberto Sol – So Awesome
10. DAB – Pure Joy
11. Ivan Tucakov – Cinnabar
12. Triangle Sun – Beautiful
13. Gelka – Os Pastores Da Noite
14. Future Loop Foundation – Monika's Summer
15. Alejandro De Pinedo – Capricorn

#### CD2
1. Nera & Felix – Del Mar
2. La Caina – No Talking
3. Ibizarre – Las Brisas
4. Rue De Soleil – Angel Eyes
5. Singas Project – Voice
6. Melibea – Lamento
7. Yann Kuhlmann feat. Fuego – Hablo del Amor
8. Mads Arp feat. Julie Harrington – The Meaning of Love
9. Paco Fernández – Flores de Libertad
10. Jeff Bennet's Lounge Experience feat. Alexandra – Sympathy
11. Luminous feat. Julie Harrington – Let You In
12. Pep Llado feat. Antonio El Ñoño Martinez – Vai Vedere
13. Hey Negrita – One Mississippi (Chris Coco Mix)
14. Víctor G. de la Fuente feat. Óscar Portugués – Tu Despertar (Original Chill Mix)
15. Viggo feat. Glow – Rivers Flow

### Volumen 14 (Catorce)
2007

#### CD1
1. Light Of Aidan Feat. Note For A Child – Loving You
2. Andrey Denisov – Night Highway
3. Kitty The Bill – Cabriolet Tour
4. Tape Five – Longitude
5. Dab – Genesis
6. Deeper & Pacific Feat. Daniela Ferraz – Una Passion Perdida
7. Mahara Mc Kay – Soulsmooth
8. Alexander Vögele & Jillene Luce – Soul Connection
9. Rue Du Soleil – Missing
10. La Caina – Do Tara Alap
11. Camino Del Sol – Dans Les Rues De Barcelone …
12. Elenah – Luz De Hielo
13. Steen Thøttrup – El Alba
14. Almadrava – Land Of Eternal Sunset
15. Michael Hornstein – Carma
16. Elmara – Training

#### CD2
1. Viggo feat. Anuska – childhood
2. Melibea – jam in dawn
3. Duo mecanico – love luxury
4. Agron – love my soul
5. Schwarz & Funk – remando al viento
6. Jazzy pecada – slow down
7. Gary b – love rain down
8. Alejandro de pinedo – wonderland
9. Clélia felix – hidden island
10. Teri richardson -shadows of my love
11. Ypey – love in spain
12. Orgatronics – viva cuba musica
13. Nouvelle vedette feat. Fleur sanderson – with you
14. Alessandro boschi – sentosa
15. Koru – i believe

### Volumen 15 (Quince)
2008

#### CD1
1. Reunited – Sun Is Shining(!)
2. Melibea – Wake Up
3. Ludvig & Stelar – Relax
4. Jazzy Pecada – Avantguard
5. Nera – Life Is A Wonder
6. Soula & Angela – Night Wave In Ibiza
7. Eleni – World
8. Clelia Felix – Similing Faces
9. Villablue – One Step Away
10. Orgatronics – Tren Lento A Juliaca
11. Lento – Stop
12. Soulchillaz – Allright
13. Paco Fernández – What Are We Living
14. Gary B. – I Will Be Waiting

#### CD2
1. Dab – Summer Memories
2. Alexander Vögele feat. Jillene Luce – Breakaway
3. Gary B. – Eternally Yours
4. Gelka feat. Beth Hirsch – Under My Star
5. Alessandro Boschi – Tarifa: Colores En El Viento
6. Koru – Closer
7. Ensoul – Perfect Days
8. Aitor Escobar – Mi Keny
9. Santa Cruz – On The Shore
10. Duo Mecanico – Charade
11. Soul Electrico – Strangers No More
12. Marc Puig feat. Maria Collado – To Forget Me
13. Yuliez Topaz – Jesus In The Sun
14. La Caina – Indian Moon

#### CD3
1. Steen Thøttrup feat. Katie McGregor – Sunset People
2. Stigma – Eternity
3. Tape Five – Sandbank
4. Rue Du Soleil – Higher
5. Kosta Rodriguez feat. Amy – Gale In The Waterglass (My Love)
6. Alejandro De Pinedo – Sax 4 Sex
7. Kotik – I See
8. Schwarz & Funk – Junto Al Mar
9. Almadrava – Fly Away
10. Zaharamusic – Aire
11. The Birdstones – Closer
12. J. R. Haim – Sueno De Una Gaviota
13. Fernando Marañón – Trocadero
14. Atlan Chill – Interface
15. Elmara – Skyline

### Volumen 16’’ Dieciseis
2009

#### CD1
1. Cecile Bredie – The Autumn Leaves / Les feuilles mortes
2. Noise Boyz ft. Io Vita – Declaration Of Love
3. Roberto Sol & Florito ft. Martine – Won't Give Up
4. Ivan Tucakov – Gypsy Love Mix
5. Andreas Agiannitopoulos – Cause I'm Not Sorry
6. Clelia Felix – Dancing With The Sun
7. Ingo Herrmann Soulchillaz – Rain Of Love
8. Bas aka Stefano Baldetti – Aethalia
9. Aware – En Busca Del Sol
10. Yuliet Topaz – A Miracle
11. Sol Electrico – Come With Me
12. Romu Agulló – Sueños
13. Thomas Lemmer – Fatigué
14. Mark Watson – Long Flight Home
15. Future Proof – Sea Bird
16. Elmara – Sky In Your Eyes

#### CD2
1. Gary B – Stronger Love
2. Paco Fernandez – Pez Volador
3. DAB – You And Me
4. Valentin Huedo & Atfunk – Stay With Me
5. Lenny Bizarre – El Viejo Pescador
6. Alexandre Vögele ft. Jillence Luce – Inner Music
7. Alejandro de Pinedo – Hotel Utopia
8. Ludvig & Stelar – How Does It Feel
9. Villablue – On My Mind
10. Schwarz & Funk – Savannah Sunset
11. Steen Thøttrup – If You Were Here Tonight
12. Soulchillaz – Promised Land
13. Rue du Soleil – Atlantis
14. Jesus Mondejar – Acoustic Feeling
15. Paul Hardcastle – Don't You Know
16. Toni Simonen – Terrace

### Volumen 17’’ Diecisiete
2011

#### CD1
1. Glide & Swerve – Y Mor
2. Deep Josh & Jose Rodriguez Feat. Lisa Rose – The Clouds
3. Stefano Carpi – After The Sea
4. Clelia Felix – Shine So Bright
5. Glenn Main – Message To Spain
6. Luis Hermandez – Smile
7. Joy Askew – Starlight
8. Paco Fernandez – Mani In Da House
9. Bob Zopp – Mi Novia
10. Stephanie Mathieu – Take Time
11. Music On Canvas Feat. Tabitha – Upside Down
12. Michael Hornstein – Boom Boom
13. J.R. Haim – Lejos
14. Atlan Chill – September

#### CD2
1. Luminous – Forever
2. J.R. Haim – Puesta Del Sol
3. Sabrina Carnevale – Nobody Can Say
4. Luis Hermandez – A Tu Lado (instrumental Mix)
5. Glide & Swerve – Aasha
6. Alejandro De Pinedo – Raindrops
7. Mahara McKay & Minus 8 – Beautiful Day
8. Ingo Herrmann – Inner Truth
9. Coastline – Adriatic Sea (Milews RMX)
10. Gitano & Deep Josh Feat. Koo – Residence Lounge
11. Crystin – Something Beautiful (Red Roses Remix By Lemongrass)
12. Solaris Navis – Blissful Memories
13. Elimar – Prosody
14. Elmara – Transit

### Café del Mar –The Best of …
2003

#### CD1
1. Paco De Lucia – Entre dos aguas
2. Karen Ramirez – Troubled Girl (Spanish Version)
3. Ben Onono – Tatouage bleu (Avec chet)
4. Mari Boine – Gula gula (Chilluminati Mix)
5. Lux – Northern Lights
6. José Padilla – Adios Ayer
7. Lamb – Angelica
8. The Sabres Of Paradise – Smokebelch II (Beatless Mix)
9. Phil Mison – Lula
10. Def Inc. – God Put A Smile Upon Your Face (Def Inc. Remix)
11. Erik Satie – Gymnopedie No.1
12. Uschi Classen – Uschi's Groove
13. A New Funky Generation – The Messenger

#### CD2
1. The Penguin Cafe Orchestra – Music For a Found Harmonium
2. Tears for Fears – Woman in Chains (Jakkatta Awakened Mix)
3. Zuell – Olas de sal
4. A. R. Rahman – Mumbai Theme Tune
5. A Man Called Adam – Easter Song
6. John Martyn – Sunshine’s Better (Talvin Singh Remix)
7. José Padilla – Come Back
8. N.O.W. – In a Little While (N.O.W. Remix)
9. Moby – Whispering Wind
10. UKO – Sunbeams
11. Kruder & Dorfmeister – Trans Fatty Acid (Kruder & Dorfmeister Remix Edit)
12. Bush – Letting the Cables Sleep (N.O.W. Remix)
13. Nookie feat. Larry Heard – Paradise (Tease Mix)
14. Electribe 101 – Talking With Myself ('98 Canny Remix)

### Volumen 18 (Dieciocho)
2012

#### CD 1
1. D*Note – Love Is Wise
2. Blank & Jones & Jason Caesar – Hideaway
3. Chris Coco – Cape Clear
4. Bent – The Park
5. Ultra Naté – The Rush
6. Lux – Sunset Disco
7. Talvin Singh & Niladri Kumar – The Bliss
8. Chicane – Goldfish
9. UNKLE – Trouble In Paradise (Variation of a Theme)
10. Moby – Lie Down In Darkness (Ben Hoo's Dorian Vibe)
11. Ben Onono – Big Blue Moon
12. Lamb – Dischord

#### CD 2
1. Afterlife – Espalmador
2. Gelka – Have You Kept Your Ticket?
3. Ganga & Erik Satie – Gymnastics
4. Faithless – Love Is My Condition (feat. Mia Maestro)
5. Aromabar – Simple Life
6. Kid Stone – Rio, Pt. 1 (feat. Lovely Laura)
7. Silent Way – The Cloud
8. James Bright – No Better Feeling
9. No Logo – Vibrafone
10. Hannah ILD – Right Beside You (Afterlife Mix)
11. Hybrid – Blind Side
12. Underworld – To Heal

### Volumen 19 (Diecinueve)
2013

#### CD 1
1. Blank & Jones – Miracle Man (feat. Cathy Battistessa) [Beached]
2. Steely M – Summer Breeze
3. Gelka – Being You (feat. Phoenix Pearle)
4. Afterlife – Suddenly
5. Moya – Lost and Found (No Logo Remix)
6. The Ramona Flowers – So Many Colours
7. Ashley Height – Painkillers
8. Ben Onono – Small World
9. Bonobo – First Fires (feat. Grey Reverend)
10. Kate Bush – Running Up That Hill (A Deal With God 2012 Remix)
11. The xx – Sunset
12. Steve Miller & Rachel Lloyd – Salt Water Waves (feat. Rachel Lloyd)
13. Moby & Mark Lanegan – The Lonely Night (feat. Mark Lanegan) [Moby January 14th Remix]

#### CD 2
1. D*Note – Sylvia
2. Space Designers – Nothing Really Matters
3. Ziller – Pearl & Dean
4. James Bright – Be
5. Silent Way – Pretty Good
6. Lux – Golden
7. No Logo – Matter of Time
8. Kinobe – Lotus Eater
9. Aromabar – Renegade
10. Hazy J – Our Way
11. Chris Coco & Sacha Puttnam – Human
12. Jacob Gurevitsch – Lovers In Paris
13. Bliss – End Titles

### Volumen 20 (Veinte)
2014

#### CD 1
1. Nightmares On Wax – So here we are
2. Goldfrapp – Jo
3. Seahawks – Look at the sun
4. Nick & Samantha – On the beach
5. Rae & Christian – Still here
6. Quantic – Painting silhouettes
7. Penguin Café – Solaris
8. Schwarz, Henrik – Unknown touch
9. Moby / Cold Specks – A case for shame
10. M83 – Holograms
11. Tellier, Sébastien – Hypnose
12. M83 – Lower Your Eyelids To Die With The Sun

#### CD 2
1. Middleton, Tom – Sea of glass (Jon Hopkins Remix)
2. Trafik – Perfume suite
3. Synkro – Memories of love
4. Plaid – Hawkmoth
5. Lux – Head centre
6. Gelka / Phoenix Pearle – Flying on clouds
7. Faithless – North Star
8. Morcheeba – Under the ice
9. Barck, Alex / Bäckelie, Jonatan – Doubter
10. Boards Of Canada – Reach for the dead
11. Moby – Everything that rises
12. Hybrid – Finished symphony (Soundtrack Mix)

### Volumen 21 (Veintiuno)
2015

#### CD 1
1. Kinobe – Slip Into Something More Comfortable (Played Live Mix)
2. Nev Cottee – If I Could Tell You
3. Nautic – Freedom Of The Floor (Open Space Remix)
4. Atlantic Ocean – Waterfall (2 Slow 2 Lounge Mix)
5. Caia – Heavy Weather
6. Waldemar Schwartz – La Taza De Oro
7. Penguin Café – Friday Freaks
8. No Logo – Unknown touch
9. Ganga – Time Spent
10. James Bright – Siempre
11. Tommy Awards – Hotel Odemark
12. The Broken Orchestra & Natalie Gardiner – Over & Over
13. Inventions – Slow Breathing Circuit (A Winged Victory For The Sullen Remix)

#### CD 2
1. Flako – Gelis
2. ISAN – Gymnopédie No. 1. (Lent Et Douloureux)
3. deeB – Rooftops
4. Synkro – Distant Eyes
5. Himalia – So Distant
6. Farbor Resande Mac – Stockholmsnatt
7. Compendium – Brandnew Start
8. Asura – Raindust
9. Phil France – The Swimmer
10. Raffaele Attanasio – Der Himmel Über Berlin (Solo Piano Version)
11. Yosi Horikawa – Stars
12. Thomas Prime Featuring James Rose – Breakfast
13. Gelka Featuring Phoenix Pearle – Million Nights
14. Pensees – She (Cmd Edit)
15. T_Mo – La Ritournelle (Cmd Edit)

## Diskografie
| - 1994: Café del Mar (UK: Silber) - 1995: Café del Mar – Volumen Dós (UK: Silber) - 1996: Café del Mar – Volumen Tres (UK: Silber) - 1997: Café del Mar – Volumen Cuatro (UK: Silber) - 1998: Café del Mar – Volumen Cinco (UK: Gold) - 1999: Café del Mar – Volumen Seis (UK: Silber) - 2000: Café del Mar – Volumen Siete (UK: Silber) - 2001: Café del Mar – Volumen Ocho (UK: Silber) - 2002: Café del Mar – Volumen Nueve - 2003: Café del Mar – Volumen Diez - 2004: Café del Mar – Volumen Once - 2005: Café del Mar – Volumen Doce (Doppel-CD) - 2006: Café del Mar – Volumen Trece (Doppel-CD) - 2007: Café del Mar – Volumen Catorce (Doppel-CD) - 2008: Café del Mar – Volumen Quince (Dreifach-CD) - 2009: Café del Mar – Volumen Dieciseis (Doppel-CD) - 2011: Café del Mar – Volumen Diecisiete (Doppel-CD) - 2012: Café del Mar – Volumen Dieciocho (Doppel-CD) - 2013: Café del Mar – Volumen Diecinueve (Doppel-CD) - 2014: Café del Mar – Volumen Veinte (Doppel-CD) - 2015: Café del Mar – Volumen Veintiuno (Doppel-CD) - 2016: Café del Mar – Volumen Veintidós (Doppel-CD) - 2017: Café del Mar – Volumen Veintitres (Doppel-CD) - 2018: Café del Mar – Volumen Veintiquatro (Doppel-CD) - 2019: Café del Mar – Volumen Veinticinco (Doppel-CD) - 2020: Café del Mar – Volumen Veintiseis (Doppel-CD) - 1999: Café del Mar – Aria | - 1999: Café del Mar – Chill House (Doppel-CD) - 1999: Café del Mar – Aria 2 New Horizon - 2000: Café del Mar – Dreams - 2000: Café del Mar – 20 Aniversario (Doppel-CD) - 2001: Café del Mar – Chill House Mix 2 (Doppel-CD) - 2001: Café del Mar – Dreams 2 - 2002: Café del Mar – Classic - 2002: Café del Mar – Chill House Mix 3 - 2003: Café del Mar – The Best Of… (Doppel-CD, UK: Silber) - 2003: Café del Mar – Dreams 3 - 2008: Café del Mar – by Rue du Soleil / Dreaming of… - 2004: Café del Mar – Aria 3 Metamorphosis - 2004: Café del Mar – Classic II - 2005: Café del Mar – 25 Aniversario (3-CD-Box) - 2005: Café del Mar – Chill House Mix 4 - 2008: Café del Mar – by Rue du Soleil / Essential feeling - 2006: Café del Mar – Sun Delight (Jil Sander Promo Sampler) - 2006: Café del Mar – The Legend (2-DVD Box) - 2006: Café del Mar – Dreams 4 - 2007: Café del Mar – Classic III - 2008: Café del Mar – Chill House Mix 5 - 2008: Café del Mar – La Caina. Head in the Clouds - 2008: Café del Mar – Gary B. – Step Into The Sunshine - 2008: Café del Mar – The Best Of Aria - 2008: Café del Mar – Emotions (by Rue du Soleil) - 2010: Café del Mar – 30 years of music 1980–2010 (Doppel-CD) - 2011: Café del Mar – by Rue du Soleil/Emotion |